# Homalium albiflorum
Homalium albiflorum là một loài thực vật có hoa trong họ Liễu. Loài này được (Boivin ex Tul.) O. Hoffm. mô tả khoa học đầu tiên năm 1881.